# Zyklon
A Zyklon egy black/death metal együttes volt. Ez a zenekar nem összetévesztendő a szintén norvég Zyklon-B együttessel. A Zyklon 1998-ban alakult Norvégiában.  Három stúdióalbumot adtak ki pályafutásuk alatt. 2010-ben feloszlottak. Lemezkiadó: Candlelight Records. A zyklon-B egy halálos gáz volt, amelyet a nácik használtak a Holokauszt idején, a "Zyklon" szó németül ciklont jelent, norvégul a szó "syklon"nak van írva. Secthdhamon és Destructhor később a Myrkskog alapító tagjai lettek, Samoth és Trym pedig jól ismertek az Emperorból.

## Tagok
- Secthdhamon - ének, basszusgitár (2001-2010)
- Samoth - gitár (2001-2010)
- Destructhor- gitár (2001-2010)
- Trym - dobok (2000-2010)

## Korábbi tagok
- Daemon -  ének (2000-2001)
- Cosmocrator - basszusgitár (2000-2001)

## Diszkográfia
Stúdióalbumok
- World ov Worms (2001)
- Aeon (2003)
- Disintegrate (2006)